# Gran Premi de Bèlgica del 2016
El Gran Premi de Bèlgica de Fórmula 1 de la temporada 2016 s'ha disputat al Circuit de Spa-Francorchamps, del 26 al 28 d'agost del 2016.

## Resultats de la qualificació
| Pos                  | No | Pilot             | Constructor               | Part 1      | Part 2   | Part 3   | Sortida |
| -------------------- | -- | ----------------- | ------------------------- | ----------- | -------- | -------- | ------- |
| 1                    | 6  | Nico Rosberg      | Mercedes                  | 1:48.019    | 1:46.999 | 1:46.744 | 1       |
| 2                    | 33 | Max Verstappen    | Red Bull Racing-TAG Heuer | 1:48.407    | 1:47.163 | 1:46.893 | 2       |
| 3                    | 7  | Kimi Räikkönen    | Ferrari                   | 1:47.912    | 1:47.664 | 1:46.910 | 3       |
| 4                    | 5  | Sebastian Vettel  | Ferrari                   | 1:47.802    | 1:47.944 | 1:47.108 | 4       |
| 5                    | 3  | Daniel Ricciardo  | Red Bull Racing-TAG Heuer | 1:48.407    | 1:48.027 | 1:47.216 | 5       |
| 6                    | 11 | Sergio Pérez      | Force India-Mercedes      | 1:48.106    | 1:47.485 | 1:47.407 | 6       |
| 7                    | 27 | Nico Hülkenberg   | Force India-Mercedes      | 1:48.080    | 1:47.317 | 1:47.543 | 7       |
| 8                    | 77 | Valtteri Bottas   | Williams-Mercedes         | 1:48.655    | 1:47.918 | 1:47.612 | 8       |
| 9                    | 22 | Jenson Button     | McLaren-Honda             | 1:48.700    | 1:48.051 | 1:48.114 | 9       |
| 10                   | 19 | Felipe Massa      | Williams-Mercedes         | 1:47.738    | 1:47.667 | 1:48.263 | 10      |
| 11                   | 8  | Romain Grosjean   | Haas-Ferrari              | 1:48.751    | 1:48.316 |          | 11      |
| 12                   | 20 | Kevin Magnussen   | Renault                   | 1:48.800    | 1:48.485 |          | 12      |
| 13                   | 21 | Esteban Gutiérrez | Haas-Ferrari              | 1:48.748    | 1:48.598 |          | 181     |
| 14                   | 30 | Jolyon Palmer     | Renault                   | 1:48.901    | 1:48.888 |          | 13      |
| 15                   | 55 | Carlos Sainz Jr.  | Toro Rosso-Ferrari        | 1:48.876    | 1:49.038 |          | 14      |
| 16                   | 94 | Pascal Wehrlein   | MRT-Mercedes              | 1:48.554    | 1:49.320 |          | 15      |
| 17                   | 12 | Felipe Nasr       | Sauber-Ferrari            | 1:48.949    |          |          | 16      |
| 18                   | 31 | Esteban Ocon      | MRT-Mercedes              | 1:49.050    |          |          | 17      |
| 19                   | 26 | Daniil Kvyat      | Toro Rosso-Ferrari        | 1:49.058    |          |          | 19      |
| 20                   | 9  | Marcus Ericsson   | Sauber-Ferrari            | 1:49.071    |          |          | 202     |
| 21                   | 44 | Lewis Hamilton    | Mercedes                  | 1:50.033    |          |          | 213     |
| 107% temps: 1:55.279 |    |                   |                           |             |          |          |         |
| 22                   | 14 | Fernando Alonso   | McLaren-Honda             | Sense temps |          |          | 224     |
| Font:                |    |                   |                           |             |          |          |         |

Notes:
- ^1  — Esteban Gutiérrez ha estat penalitzat amb 5 posicions per destorbar Wehrlein a la qualy.[2]
- ^2  — Marcus Ericsson ha estat penalitzat amb 10 posicions a la graella per modificacions al seu monoplaça.[1]
- ^3  — Lewis Hamilton ha rebut 60 posicions de penalització per diverses modificacions al seu monoplaça.[3][4]
- ^4  — Fernando Alonso ha rebut 60 posicions de penalització per diverses modificacions al seu monoplaça.[3] As Alonso also failed to set a qualifying time, his participation in the race came at the stewards' discretion.[1]

## Resultats de la Cursa
| Pos   | No | Pilot             | Constructor               | Voltes | Temps / Retirada | Pos.Sortida | Punts |
| ----- | -- | ----------------- | ------------------------- | ------ | ---------------- | ----------- | ----- |
| 1     | 6  | Nico Rosberg      | Mercedes                  | 44     | 1h:44:51.058     | 1           | 25    |
| 2     | 3  | Daniel Ricciardo  | Red Bull Racing-TAG Heuer | 44     | +14.113 s        | 5           | 18    |
| 3     | 44 | Lewis Hamilton    | Mercedes                  | 44     | +27.634 s        | 21          | 15    |
| 4     | 27 | Nico Hülkenberg   | Force India-Mercedes      | 44     | +35.907 s        | 7           | 12    |
| 5     | 11 | Sergio Pérez      | Force India-Mercedes      | 44     | +40.660 s        | 6           | 10    |
| 6     | 5  | Sebastian Vettel  | Ferrari                   | 44     | +45.394 s        | 4           | 8     |
| 7     | 14 | Fernando Alonso   | McLaren-Honda             | 44     | +59.445 s        | 22          | 6     |
| 8     | 77 | Valtteri Bottas   | Williams-Mercedes         | 44     | +1:00.151 min.   | 8           | 4     |
| 9     | 7  | Kimi Räikkönen    | Ferrari                   | 44     | +1:01.109 min.   | 3           | 2     |
| 10    | 19 | Felipe Massa      | Williams-Mercedes         | 44     | +1:05.873 min.   | 10          | 1     |
| 11    | 33 | Max Verstappen    | Red Bull Racing-TAG Heuer | 44     | +1:11.138 min.   | 2           |       |
| 12    | 21 | Esteban Gutiérrez | Haas-Ferrari              | 44     | +1:13.877 min.   | 18          |       |
| 13    | 8  | Romain Grosjean   | Haas-Ferrari              | 44     | +1:16.474 min.   | 11          |       |
| 14    | 26 | Daniil Kvyat      | Toro Rosso-Ferrari        | 44     | +1:27.097 min.   | 19          |       |
| 15    | 30 | Jolyon Palmer     | Renault                   | 44     | +1:33.165 min.   | 13          |       |
| 16    | 31 | Esteban Ocon      | MRT-Mercedes              | 43     | +1 Volta         | 17          |       |
| 17    | 12 | Felipe Nasr       | Sauber-Ferrari            | 43     | +1 Volta         | 16          |       |
| Ret   | 20 | Kevin Magnussen   | Renault                   | 5      | Accident         | 12          |       |
| Ret   | 9  | Marcus Ericsson   | Sauber-Ferrari            | 3      | Caixa de canvi   | 20          |       |
| Ret   | 55 | Carlos Sainz Jr.  | Toro Rosso-Ferrari        | 1      | Punxada          | 14          |       |
| Ret   | 22 | Jenson Button     | McLaren-Honda             | 1      | Col·lisió        | 9           |       |
| Ret   | 94 | Pascal Wehrlein   | MRT-Mercedes              | 0      | Col·lisió        | 15          |       |
| Font: |    |                   |                           |        |                  |             |       |